# Aratzipu
Aratzipu es una localidad del estado mexicano de Guanajuato. Es parte del municipio de Pénjamo.

## Toponimia
El nombre «Aratzipu» proviene del purépecha, su significado es «Descalabrado».

## Demografía
| Gráfica de evolución demográfica |
|                                  |

| Censo | Población |
| ----- | --------- |
| 1900  | 238       |
| 1910  | 167       |
| 1921  | 168       |
| 1930  | 300       |
| 1940  | 453       |
| 1950  | 554       |
| 1960  | 682       |
| 1970  | 722       |
| 1980  | 857       |
| 1990  | 1 184     |
| 2000  | 1 166     |
| 2010  | 981       |
| 2020  | 1 375     |